# Esenbeckia berlandieri
Espèce
Synonymes
- Esenbeckia berlandieri subsp. berlandieri[1]
- Esenbeckia ovata Brandegee[1]
- Esenbeckia runyonii Morton[2]
- Esenbeckia yaaxhokob Lundell[1]

Esenbeckia berlandieri est une espèce de plantes de la famille des Rutaceae.

## Liste des sous-espèces
Selon Catalogue of Life (10 avril 2019) :
- sous-espèce Esenbeckia berlandieri subsp. acapulcensis
- sous-espèce Esenbeckia berlandieri subsp. berlandieri
- sous-espèce Esenbeckia berlandieri subsp. litoralis

Selon The Plant List (10 avril 2019) :
- sous-espèce Esenbeckia berlandieri subsp. litoralis (Donn.Sm.) Kaastra

Selon Tropicos (10 avril 2019) (Attention liste brute contenant possiblement des synonymes) :
- sous-espèce Esenbeckia berlandieri subsp. acapulcensis (Rose) Kaastra
- sous-espèce Esenbeckia berlandieri subsp. berlandieri
- sous-espèce Esenbeckia berlandieri subsp. litoralis (Donn. Sm.) Kaastra

## Publication originale
- Adansonia 10: 151. 1871.